# Pitouí ventreclar
El pitouí ventreclar (Pseudorectes incertus) és un ocell de la família dels paquicefàlids (Pachycephalidae).

## Hàbitat i distribució
Habita els boscos del sud de Nova Guinea.